# スーパートランプコレクション2
『スーパートランプコレクション2』は、ボトムアップが1996年7月19日に発売したスーパーファミコン用ソフトで、トランプを使ったミニゲーム集である。

## 概要
ゲームの種類は10種類で前作である『スーパートランプコレクション』からさらに追加されている。隠しゲームなどは一切なく最初から自由にゲームが遊べる。

## ゲームの種類
- ババ抜き （ジジ抜きにも切り替えられる）
- 神経衰弱
- スピード
- ポーカー
- ブラックジャック
- セブンブリッジ
- 大富豪
- ページワン
- 7並べ
- ドボン

## クリア条件
どのゲームもレベル1から4まで順番にクリアしていくのが多いが、一部
1クリアで終わりというのもある。

## 関連作品
- スーパートランプコレクション